# Sacred Heart (Minnesota)
Pour les articles homonymes, voir Sacred Heart.
Sacred Heart est une ville américaine située dans le Comté de Renville, dans le Minnesota. Selon le recensement de 2010, sa population est de 548 habitants.